# Nick Zito
Nicholas "Nick" Philip Zito, född 6 februari 1948 i New York i New York i USA, är en amerikansk galopptränare, mest känd för att ha segrat i Kentucky Derby två gånger som tränare (1991, 1994).

## Karriär
Zito började sin karriär som en hot walker, och blev snart hästskötare, assisterande tränare och slutligen proffstränare. Hans första topphäst var Thirty Six Red med vilken han segrade i Wood Memorial Stakes (1990) och kom på andra plats i 1990 års Belmont Stakes. Nick Zito har segrat i Preakness Stakes en gång och Kentucky Derby och Belmont Stakes två gånger. Han fick sitt stora genombrott 1991 när han vann sitt första Kentucky Derby tillsammans med Strike the Gold.
Han valdes in i National Museum of Racing och Hall of Fame 2005, ett år då hans stall red in mer än 8 miljoner dollar i prispengar. Zito har också tränat hästarna Storm Song och Bird Town, som båda vunnit Eclipse Awards.
Zito är nationell talesman och hedersdirektör för National Horse Protection Coalition. Zito och hans fru Kim förespråkar rättvis behandling av hästar och är involverade i Thoroughbred Retirement Foundation.